# フレッシュ・アンド・ブラッド
『フレッシュ・アンド・ブラッド』（Flesh & Blood）は、ホワイトスネイクが2019年に発表したアルバムである。

## 概要
オリジナルアルバムとしては、『フォーエヴァーモア』（2011年）以来8年ぶりの作品。
ジョエル・ホークストラ (G) 加入後初のオリジナルアルバムであり、作曲にも初参加している。
また、1989年発表の『スリップ・オブ・ザ・タング』以来、（オリジナルアルバムには）30年ぶりにトミー・アルドリッジ (Dr.) が参加している。

## 収録曲

### CD
| #   | タイトル                                                                                         | 作詞・作曲                                                       | 時間 |
| --- | ------------------------------------------------------------------------------------------------ | ---------------------------------------------------------------- | ---- |
| 1.  | 「グッド・トゥ・シー・ユー・アゲイン - Good to See You Again」                                   | デイヴィッド・カヴァデール、レブ・ビーチ、ジョエル・ホークストラ | 3:42 |
| 2.  | 「ゴナ・ビー・オールライト - Gonna Be Alright」                                                  | カヴァデール、ホークストラ                                       | 3:51 |
| 3.  | 「シャット・アップ・アンド・キス・ミー - Shut Up & Kiss Me」                                     | カヴァデール、ビーチ                                             | 3:37 |
| 4.  | 「ヘイ・ユー(ユー・メイク・ミー・ロック) - Hey You (You Make Me Rock)」                          | カヴァデール、ビーチ、ホークストラ                               | 5:29 |
| 5.  | 「オールウェイズ・アンド・フォーエヴァー - Always & Forever」                                    | カヴァデール                                                     | 3:53 |
| 6.  | 「ホエン・アイ・シンク・オブ・ユー(カラー・ミー・ブルー) - When I Think of You (Color Me Blue)」 | カヴァデール                                                     | 3:52 |
| 7.  | 「トラブル・イズ・ユア・ミドル・ネーム - Trouble Is Your Middle Name」                           | カヴァデール、ホークストラ                                       | 4:17 |
| 8.  | 「フレッシュ・アンド・ブラッド - Flesh & Blood」                                                 | カヴァデール                                                     | 5:18 |
| 9.  | 「ウェル・アイ・ネヴァー - Well I Never」                                                        | カヴァデール、ホークストラ                                       | 4:01 |
| 10. | 「ハート・オブ・ストーン - Heart of Stone」                                                      | カヴァデール                                                     | 6:42 |
| 11. | 「ゲット・アップ - Get Up」                                                                      | カヴァデール、ビーチ                                             | 4:45 |
| 12. | 「アフター・オール - After All」                                                                 | カヴァデール、ホークストラ                                       | 3:47 |
| 13. | 「サンズ・オブ・タイム - Sands of Time」                                                         | カヴァデール、ビーチ                                             | 6:08 |
| 14. | 「アフター・オール (アンジップト・ミックス) - After All (Unzipped Mix)」(日本ボーナス・トラック) | カヴァデール、ホークストラ                                       | 3:45 |

| #   | タイトル                                                                                  | 作詞・作曲                 | 時間 |
| --- | ----------------------------------------------------------------------------------------- | -------------------------- | ---- |
| 15. | 「キャント・ドゥ・ライト・フォー・ドゥーイング・ロング - Can't Do Right for Doing Wrong」 | カヴァデール、ホークストラ | 4:58 |
| 16. | 「イフ・アイ・キャント・ハヴ・ユー - If I Can't Have You」                                | カヴァデール、ホークストラ | 4:23 |

### DVD
- 『フレッシュ・アンド・ブラッド:ビハインド・ザ・シーン』制作ドキュメンタリー (日本語字幕付)
- ミュージック・ビデオ
  1. シャット・アップ・アンド・キス・ミー(クラシック・ジャグ・ヴァージョン)
  2. シャット・アップ・アンド・キス・ミー (クラブ・ミックス)
  3. シャット・アップ・アンド・キス・ミー (ビデオ・ミックス)
  4. ゴナ・ビー・オールライト (エクステンド・ミックス)
  5. サンズ・オブ・タイム (ラジオ・ミックス)

## 参加ミュージシャン
ホワイトスネイク
- デイヴィッド・カヴァデール - ボーカル
- レブ・ビーチ - ギター
- ジョエル・ホークストラ - ギター
- マイケル・デヴィン - ベース
- トミー・アルドリッジ  - ドラムス
- ミケーレ・ルッピ - キーボード